# Clubiona nicobarensis
Clubiona nicobarensis är en spindelart som beskrevs av Benoy Krishna Tikader 1977. Clubiona nicobarensis ingår i släktet Clubiona och familjen säckspindlar.
Artens utbredningsområde är Nicobarerna. Inga underarter finns listade i Catalogue of Life.